# Thomas Rideout
Thomas Gerald Rideout, né le 25 juin 1948 à Fleur de Lys (Dominion de Terre-Neuve), est un homme politique, premier ministre de la province canadienne de Terre-Neuve du 22 mars au 5 mai 1989.